# 奶爸集中營
《奶爸集中營》（英語：Daddy Day Camp）是一部2007年上映的美国儿童喜劇電影，由弗萊德·薩維奇执导，这是他首次执导的长片电影。影片由小库珀·古丁主演，其他演员有洛奇林·莫羅、理查德·甘特（Richard Gant）、塔马拉·琼斯（Tamala Jones）、保罗·雷（Paul Rae）和布莱恩·道尔-默里（Brian Doyle-Murray）。这是《奶爸安親班》系列电影的第二部，也是古丁在2012年之前最后一部全國上映的电影，这五年内他转向出演多部直接发行DVD的电影。
这部电影由革命工作室（Revolution Studios）制作，由三星影业发行，不同于前作由哥倫比亞影業发行。该片于2007年8月8日在美国上映，受到了影评人的严厉批评。目前，该片在爛番茄上的评分为1%，被认为是有史以来最糟糕的续集之一。截至2024年，这是弗萊德·薩維奇唯一执导的电影。

## 剧情
查理和菲尔带着他们的孩子马克斯和本去了他们在1977年小时候参加过的夏令营“漂流木营地”。到达那里后，他们发现“漂流木”已经变得破败不堪，再也不是一个友善的营地了。为了拯救营地，查理和菲尔从当年的年轻合伙人那里买下了一部分股份，年老的合伙人和原来的辅导员则在经营了三十年后去度假了，只留下巴士司机戴尔。
查理儿时的对手兰斯·沃纳现在经营着豪华的竞争对手营地“Canola营地”，他有一个儿子叫鲍比·J（虽然他否认有这个儿子），急于买下“漂流木”并将其拆除。他向查理发出了即将到来的“夏令营奥林匹亚”的挑战，但查理拒绝了，他不想再与兰斯有任何瓜葛，因为小时候输给了他。由于马克斯导致的臭鼬事件，以及菲尔在厕所灯灭后点着打火机引发的沼气爆炸，营地的第一天成了一场灾难。
结果，大多数家长要求退费并把孩子们从营地带走，但查理和菲尔已经将所有的钱都用于修理，原来的35名营员只剩下7名，而且需要经济援助。查理不得不打电话给他在军队服役的父亲巴克·欣顿上校，寻求帮助，以便让孩子们变得听话。第二天，“Canola”营地和离开的28名营员袭击了“漂流木”，偷走了营地的旗帜。巴克到达后开始训练营员，结果“Canola”营地再次袭击并嘲笑他。巴克很生气，决定帮助“漂流木”营地夺回旗帜。
兰斯现身，嘲讽查理的教学方式，他还记得小时候他们在“奥林匹亚”比赛中的竞争。查理反击接受了“夏令营奥林匹亚”的挑战，因此孩子们开始为比赛训练。在训练过程中，孩子们对巴克的军队风格感到钦佩，但查理不赞同，不希望孩子们变得像巴克一样。查理认为巴克只关心他们是否强硬，而自己只会让他失望。查理开始后悔找巴克帮忙，当马克斯被兰斯和营地朋友取笑他父亲过度保护时，他逃到树林里，因为巴克告诉他，当他逃到树林时，他就会变得“强硬”。他们找到了本，查理后来向菲尔抱怨巴克，巴克听到了这些，离开了营地。
在“奥林匹亚”当天，其他人发现巴克离开了。看到所有孩子都感到沮丧，查理去寻找巴克带他回来，同时解决了与他的矛盾。当他们回来时，孩子们报告说他们发现“Canola”在“奥林匹亚”比赛中作弊。这很有可能，因为兰斯在1977年的“奥林匹亚”比赛中获胜也是如此。巴克制定了一个计划，通过智取“Canola”赢得比赛。在一路击败“Canola”进入决赛后，“漂流木”准备进行接力赛：由营友鲻鱼头负责攀岩课程，而马克斯则进行短跑——对手是鲍比·J。在三人竞赛中，鲻鱼头因脚踝受伤而摔倒，所以查理让本来代替他，因为本也知道如何攀岩。本摔倒了，但营友们鼓励他继续攀登，贝卡还向所有人展示兰斯在墙上涂了油脂，这证实了作弊指控；事实上，兰斯多年来一直在这样做。本用墙旁的树，在剩下的时间里敲响了铃铛，从而为“漂流木”赢得了比赛，并向父亲证明了自己。
兰斯责骂儿子让他们的营地输掉了比赛；鲍比·J对此感到受辱，并且厌倦了兰斯的虐待，他回嘴并脚踢来反抗兰斯，使兰斯倒退撞到了墙的支撑柱上，导致墙倒塌在奖杯柜上，打碎了“Canola”营地赢得的所有奖杯。兰斯崩溃了。随着“漂流木”的胜利，原本将孩子从“漂流木”带走的家长以及那些最初将孩子送到“Canola”的家长们认为“漂流木”可能为他们的孩子树立了最好的榜样，请求将他们送到那里，从而拯救了营地免于丧失抵押权。现在的“漂流木”营员们前去领取他们的奖杯。

## 演员
- 小库珀·古丁 饰 查理·欣顿，“奶爸安親班”和“奶爸集中營”的共同拥有者和老师。在原作电影中，这一角色由艾迪·墨菲饰演。
- 洛奇林·莫羅 饰 兰斯·沃纳，查理儿时的敌人，也是竞争对手营地“Canola”的傲慢且伪善的老板。
- 理查德·甘特（Richard Gant） 饰 巴克·欣顿上校，查理疏远的父亲。他是一名军官，对军队任务非常认真，但对他的孙子本以及其他营员表现出软弱的一面。
- 保罗·雷（Paul Rae） 饰 菲尔·瑞尔森，“奶爸安親班”和“奶爸集中營”的共同拥有者，查理最好的朋友。在原作电影中，这一角色由傑夫·格爾林饰演。
- 塔马拉·琼斯（Tamala Jones） 饰 金·欣顿，查理的妻子。
- 乔什·麦克莱伦（Josh McLerran） 饰 戴尔，“漂流木”营地年轻而笨拙的辅导员和巴士司机。他取代了在原作电影中由史提夫·扎恩饰演的角色“马文”。
- 斯宾塞·布里奇斯（Spencir Bridges） 饰 本·欣顿，查理的儿子，贝卡和马克斯最好的朋友，也是“奶爸集中營”的学生。
- 布莱恩·道尔-默里（Brian Doyle-Murray） 饰 “莫蒂叔叔”，“漂流木”营地的前老板。
- 达林·博伊斯（Dallin Boyce） 饰 马克斯·瑞尔森，菲尔的儿子，贝卡和本最好的朋友，也是“奶爸集中營”的学生。
- 泰利斯·加拉尼斯（Telise Galanis） 饰 朱丽叶，营员之一，罗伯特喜欢她[1]。
- 莫莉·杰普森（Molly Jepson） 饰 贝卡，一个聪明的女孩，马克斯和本从四年前在“奶爸安親班”时第一次见面的好朋友，也是“奶爸集中營”的学生。
- 肖恩·帕特里克·弗拉赫蒂（Sean Patrick Flaherty） 饰 罗伯特“鲍比”杰斐逊·沃纳，兰斯的任性、愚蠢且同样傲慢的儿子，他否认有这个儿子，因为他讨厌孩子。
- 塔加特·赫图比斯（Taggart Hurtubise） 饰 卡尔，罗伯特的六岁独立弟弟。
- 泰德·达戈斯蒂诺（Tad D'Agostino） 饰 罗伯特，一个害羞、书呆子且社交尴尬的男孩，喜欢朱丽叶。
- 泰格·罗林斯（Tyger Rawlings） 饰 比利，一个喜欢让别人流血的重量级恶霸。
- 塔隆·G·阿克曼（Talon G. Ackerman） 饰 杰克·梅霍弗，一个书呆子男孩（可能是所有营员中最年轻的）。他胃口很弱，容易呕吐。
- 扎卡里·艾伦（Zachary Allen） 饰 鲻鱼头，一个反叛但运动能力很强的男孩。
- 詹妮弗·莱昂（Jennifer Lyon） 饰 西蒙斯夫人。

## 制作
2003年8月，在《奶爸安親班》上映后不久，艾迪·墨菲被引诱出演续集，不过他没有签约参演这部电影。

## 评价

### 票房
《奶爸集中營》在美国和加拿大的票房为1320万美元，在其他地区的票房为490万美元，全球总票房为1820万美元。
上映首日，《奶爸集中營》票房为773,706美元，首周末在2000多块银幕上票房为3,402,678美元，排名第9。该片最终全球票房为1820万美元，使其成为一部票房小有成功的电影。

### 评论反应
在爛番茄网站上，该片基于79条评论的好评率为1%，平均评分为2.28/10。该网站的批评共识写道：“一部缺乏欢笑且相当绝望的家庭电影，《奶爸集中營》过于依赖身体机能的搞笑效果，导致许多低俗的笑话，却没有引发笑声。”在Metacritic上，该片基于19位影评人的评分为100分中13分，表示“压倒性的不喜欢”。
影院评分调查的观众对这部电影的评分为“B”（评分等级从A+到F）。来自《影音俱樂部》的内森·拉宾（Nathan Rabin）给了这部电影一个罕见的“F”级评分。

### 荣誉
| 奖项     | 类别           | 对象                           | 结果 |
| -------- | -------------- | ------------------------------ | ---- |
| 金酸莓獎 | 最差男主角     | 小库珀·古丁                    | 提名 |
| 金酸莓獎 | 最差剧本       | 杰夫·罗德基（Geoff Rodkey）    | 提名 |
| 金酸莓獎 | 最差剧本       | J·大卫·斯特姆（J. David Stem） | 提名 |
| 金酸莓獎 | 最差剧本       | 大卫·N·韦斯（David N. Weiss）  | 提名 |
| 金酸莓獎 | 最差電影       | 威廉·谢拉克（William Sherak）  | 提名 |
| 金酸莓獎 | 最差電影       | 杰森·舒曼（Jason Shuman）      | 提名 |
| 金酸莓獎 | 最差導演       | 弗萊德·薩維奇                  | 提名 |
| 金酸莓獎 | 最差前传或续集 | 最差前传或续集                 | 獲獎 |

### 家庭媒体
《奶爸集中營》于2008年1月29日由索尼影业家庭娱乐公司（Sony Pictures Home Entertainment）发行DVD。

## 备注
1. ↑  發生在《奶爸安親班》故事四年後。